# Pål Jonson
Pål Henning Jonson, född 30 maj 1972 i Älgå församling i Värmlands län, är en svensk statsvetare och politiker (moderat). Sedan 18 oktober 2022 är han Sveriges försvarsminister och chef för försvarsdepartementet i regeringen Kristersson.
Pål Jonson är riksdagsledamot sedan 2016, invald för Värmlands läns valkrets, och var ordförande i försvarsutskottet 2020–2022.

## Biografi
Jonson bor på Grinsbols gård i Älgå socken  i Arvika kommun, som varit i släktens ägo sedan 1920-talet.
År 1994 genomförde Jonson värnplikten som kustjägare vid KA1 i Vaxholm. Han avlade 1998 en kandidatexamen i statsvetenskap med inriktning på internationell politik vid Georgetown University i Washington, D.C. Ett år senare avlade han en magisterexamen i europeisk politik vid College of Europe i Brygge. Därefter var han doktorand i krigsvetenskap vid King’s College i London. Han avlade sin doktorsexamen 2005.
Jonson var därefter generalsekreterare i Svenska Atlantkommittén och har bland annat arbetat vid Totalförsvarets forskningsinstitut samt varit gästforskare vid Nato Defence College i Rom. Han har varit kanslichef för Moderaterna i Europaparlamentet, politiskt sakkunnig på Försvarsdepartementet, och var under åren 2010–2012 förbundsordförande för Moderaterna i Värmlands län.
Jonson arbetade som kommunikationsdirektör på branschorganisationen Säkerhets- och försvarsföretagen (SOFF) mellan 2013 och 2016. Inför valet 2014 placerades han på andraplats på Moderaternas valsedel i Värmlands läns valkrets, efter Pia Hallström. Moderaterna fick i valet två mandat från Värmlands län. Dock fick trean på listan, Christian Holm, tillräckligt många personröster för att gå förbi Hallström och Jonson, och Jonson blev därför ersättare istället för ordinarie riksdagsledamot.
Jonson blev riksdagsledamot efter Pia Hallströms död i oktober 2016. Han hade då en kortare tid tjänstgjort som hennes ersättare i riksdagen. Han har varit verksam i justitieutskottet, utrikesutskottet och försvarsutskottet samt Nordiska rådet. I valet 2018 återvaldes Jonson till riksdagen och i juni 2019 utsågs han till Moderaternas Europapolitiske talesperson. I december samma år efterträdde han Beatrice Ask som försvarspolitisk talesperson och tillträdde 2020 som ordförande i riksdagens försvarsutskott, vilket han var fram till valet 2022. Jonson utsågs i oktober 2022 till försvarsminister.
Pål Jonson invaldes 2021 som ledamot av Kungliga Krigsvetenskapsakademien.

## Utmärkelser
- 1:a klassen av estländska Terra Mariana-korsets orden, 2 maj 2023.
- Storkors av Dannebrogorden, 6 maj 2024.[18]